# Mazus quadriprotuberans
Mazus quadriprotuberans är en tvåhjärtbladig växtart som beskrevs av N. Vonezawa. Mazus quadriprotuberans ingår i släktet Mazus och familjen Mazaceae. Inga underarter finns listade i Catalogue of Life.